# باغ‌وحش جوهور
باغ‌وحش جوهور (مالایی: Zoo Johor) یک باغ‌وحش به مساحت ۱۲٫۵ هکتار (۳۱ جریب فرنگی) است که در جوهور بهرو، ایالت جوهور، مالزی واقع شده‌است که دارای بیش از ۱۰۰ گونه حیوان، از قبیل گوریل، فیل، فلامینگو، اسب و شیر می‌باشد که در ۲۸ بخش در معرض نمایش گذاشته شده‌اند. این باغ‌وحش در فاصله یک کیلومتری از مرکز شهر جوهور بهرو قرار دارد و تنها باغ‌وحش در مالزی است که مدیریت آن بر عهدهٔ دولت ایالتی می‌باشد.